# Monthermé
Monthermé é uma comuna francesa na região administrativa de Grande Leste, no departamento das Ardenas. Estende-se por uma área de 32,33 km². Em 2010 a comuna tinha 2 371 habitantes (densidade: 73,3 hab./km²).